# São Gotardo
São Gotardo este un oraș în Minas Gerais (MG), Brazilia.